# Мигранов, Равиль Зарипович
Равиль Зарипович Мигранов (24 июля 1941, д. Маломусино Кумертауского (Куюргазинского) района БАССР) — российский легкоатлет-марафонец, чемпион мира среди ветеранов по кросс-кантри (2007), победитель международных марафонов в Омске, Москве, Санкт-Петербурге в своей возрастной группе. Проживает в Ишимбае.
Выиграл:
- 26 Уфимский легкоатлетический полумарафон, группа М1949 (2009)[1].
- 16 Международный марафон Белые ночи Санкт-Петербург (2005). группа М60
- 17 Бег чистой воды Миасс (2007). группа М60.[2]
- 16 Международный марафон Белые ночи Санкт-Петербург (2005). группа М60[3]
- 15 Международный марафон Белые ночи Санкт-Петербург (2004). группа М60[4]
- 14 Международный марафон Белые ночи Санкт-Петербург (2003). группа М60[5]
- 21 Уфимский легкоатлетический марафон, группа 60-64[6]
- 13 Сибирский международный марафон Омск. группа М60 (2002)[7]

В заметке, посвященной спортсмену (2011), написано:

За свою спортивную карьеру Р.З. Мигранов выступил в сотнях легкоатлетических состязаний...
Одним из самых заметных успехов нашего земляка стало завоеванное им в составе сборной ветеранов России первое место на чемпионате мира в Италии. Совсем недавно Р.З. Мигранов отметил своё 70-летие, но по-своему – пробежав на тренировке несколько традиционных километров.— http://www.bashkortostan.ru/organizations/67/news/23220.html
Из блиц-интервью газете "Восход" спортсмена 

Равиль   Мигранов , 69 лет, пенсионер: 
 
– Я лыжник, можно сказать, бывалый: ещё в детстве от деревеньки Малое Мусино Куюргазинского района, откуда я родом, до ближайшей школы приходилось проходить по 5 километров в одну сторону. И зимой, конечно, на лыжах. Отсюда и любовь моя к этому виду спорта.

Когда же поступил в училище, а потом и на работу, неоднократно участвовал в спортивных соревнованиях в составе сборных команд лыжников. Стал кандидатом в мастера спорта. И потом, уже будучи на пенсии, из спорта не ушёл: выступал в составе сборной ветеранов Башкирии в первенстве России и не раз занимал призовые места.

И хотя сегодня отдаю предпочтение бегу, лыжи до сих пор считаю основным видом спорта, заставляющим работать все группы мышц, полностью оздоравливающим человека.— http://www.voshod-news.ru/index.php?option=com_content&view=article&id=2447:l------r&catid=210:6-7-14012011&Itemid=17
Ветеран труда Ишимбайского  машиностроительного завода